# Octave Selb
Octave Hubert Louis Marie Selb (Antwerpen, 13 oktober 1847 - 9 februari 1912) was een Belgisch ondernemer en senator.

## Biografie
Octave Selb was een Antwerps handelaar. Hij was rechter en voorzitter van de rechtbank van koophandel. In 1900 werd hij  lid van het discontokantoor en in 1908 censor van de Nationale Bank van België als vertegenwoordiger van de Antwerpse handel.
In 1894 werd hij verkozen tot provinciaal senator voor de Katholieke Partij en vervulde dit mandaat tot aan zijn overlijden.
Selb was stichtend voorzitter van het Peter Benoit Fonds.